# Leulinghen-Bernes
Leulinghen-Bernes és un municipi francès situat al departament del Pas de Calais i a la regió dels Alts de França. L'any 2007 tenia 412 habitants.

## Demografia

### Població
El 2007 la població de fet de Leulinghen-Bernes era de 412 persones. Hi havia 136 famílies de les quals 20 eren unipersonals (4 homes vivint sols i 16 dones vivint soles), 44 parelles sense fills, 68 parelles amb fills i 4 famílies monoparentals amb fills.
La població ha evolucionat segons el següent gràfic:
Habitants censats

### Habitatges
El 2007 hi havia 156 habitatges, 148 eren l'habitatge principal de la família, 2 eren segones residències i 6 estaven desocupats. Tots els 156 habitatges eren cases. Dels 148 habitatges principals, 82 estaven ocupats pels seus propietaris, 64 estaven llogats i ocupats pels llogaters i 2 estaven cedits a títol gratuït; 1 tenia dues cambres, 13 en tenien tres, 32 en tenien quatre i 102 en tenien cinc o més. 131 habitatges disposaven pel capbaix d'una plaça de pàrquing. A 50 habitatges hi havia un automòbil i a 86 n'hi havia dos o més.

### Piràmide de població
La piràmide de població per edats i sexe el 2009 era:
| Homes | Edats   | Dones |
| ----- | ------- | ----- |
| 0     | 95 o +  | 0     |
| 0     | 90 a 94 | 4     |
| 0     | 85 a 89 | 4     |
| 0     | 80 a 84 | 4     |
| 0     | 75 a 79 | 4     |
| 8     | 70 a 74 | 0     |
| 0     | 65 a 69 | 4     |
| 8     | 60 a 64 | 4     |
| 8     | 55 a 59 | 12    |
| 24    | 50 a 54 | 20    |
| 8     | 45 a 49 | 4     |
| 16    | 40 a 44 | 16    |
| 24    | 35 a 39 | 32    |
| 20    | 30 a 34 | 12    |
| 12    | 25 a 29 | 8     |
| 24    | 20 a 24 | 16    |
| 4     | 15 a 19 | 16    |
| 28    | 10 a 14 | 16    |
| 20    | 5 a 9   | 8     |
| 4     | 0 a 4   | 20    |

## Economia
El 2007 la població en edat de treballar era de 282 persones, 195 eren actives i 87 eren inactives. De les 195 persones actives 169 estaven ocupades (103 homes i 66 dones) i 26 estaven aturades (8 homes i 18 dones). De les 87 persones inactives 19 estaven jubilades, 25 estaven estudiant i 43 estaven classificades com a «altres inactius».

### Ingressos
El 2009 a Leulinghen-Bernes hi havia 145 unitats fiscals que integraven 421 persones, la mediana anual d'ingressos fiscals per persona era de 16.604 €.

### Activitats econòmiques
Dels 12 establiments que hi havia el 2007, 1 era d'una empresa de fabricació d'altres productes industrials, 3 d'empreses de construcció, 3 d'empreses de comerç i reparació d'automòbils, 1 d'una empresa d'hostatgeria i restauració, 2 d'empreses immobiliàries, 1 d'una empresa de serveis i 1 d'una entitat de l'administració pública.
Dels 4 establiments de servei als particulars que hi havia el 2009, 1 era un taller de reparació d'automòbils i de material agrícola, 2 lampisteries i 1 restaurant.
L'any 2000 a Leulinghen-Bernes hi havia 7 explotacions agrícoles.

## Equipaments sanitaris i escolars
El 2009 hi havia una escola elemental.

## Poblacions més properes
El següent diagrama mostra les poblacions més properes.